# Олівер Екрот
Олівер Екрот (швед. Oliver Ekroth, нар. 18 січня 1992) — шведський футболіст, захисник ісландського клубу «Вікінгур». Виступав також за низку шведських клубів. Чемпіон Ісландії. Володар Кубка Ісландії та дворазовий володар Суперкубка Ісландії.

## Ігрова кар'єра
Олівер Екрот народився 1992 року. У 2012 році Екрот розпочав виступи на футбольних полях у складі команди «Оскарсгамнс». З 2013 до 2015 року футболіст грав у складі команди «Сандвікен», а в 2015 році виступав у складі клубу «Вестерос». У 2016 році гравець спочатку виступав у складі клубу «Браттваг», а пізніше в цьому ж році повернувся до клубу «Вестерос».
У 2017 році Олівер Екрот перейшов до складу команди «Крістіанстад». З 2018 до 2021 року футболіст грав у складі клубу «Дегерфорс». З 2022 року Екрот грає у складі ісландського клубу «Вікінгур». У складі команди шведський футболіст став чемпіоном Ісландії, володарем Кубка Ісландії, та дворазовим володарем Суперкубка Ісландії.

## Титули і досягнення
- Чемпіон Ісландії (1):

«Вікінгур»: 2023
- Володар Кубка Ісландії (1):

«Вікінгур»: 2023
- Володар Суперкубка Ісландії (2):

«Вікінгур»: 2022, 2024